# 科内利亚诺
科内利亚诺（義大利語：Conegliano），是意大利威尼托大区特雷维索省的一个市镇。总面积36平方公里，人口35676人，人口密度991.0人/平方公里（2009年）。国家统计（ISTAT）代码为026021。2019年以「科內利亞諾和瓦爾多比亞德內的普羅賽柯產地」的一部分獲列入世界遺產
。